# Шувалова, Ольга Эсперовна
Графиня Ольга Эсперовна Шувалова (урождённая княжна Белосельская-Белозерская; 17 февраля 1838 — 9 декабря 1869) — фрейлина императорского двора (1855); жена варшавского губернатора графа П. А. Шувалова; вместе со старшей сестрой княгиней Е. Э. Трубецкой была наследницей мясниковских миллионов.

## Биография
Младшая дочь генерал-майора князя Эспера Белосельского-Белозерского (1802—1846) от брака с Еленой Павловной Бибиковой (1812—1888), одной из первых светских красавиц и видной придворной дамой, воспитанной в семье отчима — графа А. Х. Бенкендорфа. Через свою прабабку, Е. И. Козицкую, графиня Шувалова была наследницей одного из богатейших купцов Ивана Мясникова. После смерти бабушки к ней и другим наследникам перешли Катав-Ивановский и Усть-Катавский заводы.
Родилась в Петербурге, крещена была 9 марта 1838 года в Казанском соборе, крестница Николая I. Выросла в роскоши в родительском доме в Петербурге на Фонтанке, д. 7, где её мать давала пышные балы, попасть на которые считалось большой честью. Семейная жизнь родителей не была счастливой. Овдовев, в 1847 году Елена Павловна вышла второй раз замуж за князя Василия Кочубея (1811—1850), в доме которого на Литейном пр-те, 24 прошла юность Ольги Эсперовны.

В 1854 году была представлена ко двору и стала выезжать в свет. По словам современницы, молодая княжна была «очень красива, небольшого роста в мать, волосы имела каштановые, а глаза карие». 23 апреля 1855 года получила звание фрейлины императорского двора. Вышла замуж 25 июля 1855 года за адъютанта графа Павла Андреевича Шувалова (1830—1908). Их свадьба была в Петербурге в присутствии всего двора. Фрейлина А. Тютчева писала:
Молодой граф Шувалов в прошлое воскресенье обвенчался с княжной Белосельской, очень юной, очень красивой и очень богатой.
После свадьбы молодые жили в Петербурге. В обществе граф Шувалов имел репутацию человека светского и весьма хитрого, в хорошем смысле слова, он имел «русский характер» и «хитрость поляка» (его мать была полькой). В 1859 года он получил назначение состоять военным агентом во Франции. Живя с мужем и детьми за границей, Ольга Эсперовна окунулась в вихрь парижской жизни эпохи Второй Империи. При дворе Наполеона III она имела светский успех и входила в ближайшее окружение императрицы Евгении. В это же время был создан её портрет кисти Винтерхальтера.
После возвращения в Россию в 1860 году графиня Шувалова на время оставила придворную жизнь и занималась детьми. Вместе с мужем состояла главным попечителем церкви в Вартемягах, в 1861 году при церкви была открыта школа. По желанию графини иконостас в храме был заменен новым, причем некоторые иконы написала сама Ольга Эсперовна.
8 ноября 1861 года графиня Шувалова вместе с матерью, сестрой и братом обратились в Департамент горных и соляных дел с прошением о передаче наследственных катавских заводов с принадлежащими к ним деревнями, рудниками и лесами в единственное владение к брату Константину, получая от него взамен следующих им по закону указанных частей выдел деньгами. Сестры Елизавета Эсперовна и Ольга Эсперовна сразу получили по 155 тысяч 301 рублю 17 копеек и в течение семи лет должны были получать ещё по 350 тысяч рублей серебром каждая.
Графиня Шувалова не дожила до времени, когда её муж занял одну из первых позиций в государстве. Она умерла молодой от тифа и была похоронена в родовой усыпальнице Шуваловых — храме Святой мученицы Софии при усадьбе Вартемяги, в гробнице из белого мрамора в виде часовни с четырьмя арками скульпторов Мадерни и Руджио. В её некрологе современник писал: 

Графиня Шувалова была, поистине, очами для слепых, одеждою для нагих, утешением и прибежищем для скорбных. Прекратилась добродетельная жизнь, оставив за собой пример, достойный благоговейной памяти и подражания; но для подражания этому примеру, среди светского шума, гордости, тщеславия, волнующихся страстей, нужны твердость воли, самоотвержения, всеобъемлющая любовь, достающиеся в удел весьма немногим.

## Дети
- Андрей Павлович (1856—1857)
- Елена Павловна (1857—1943), фрейлина, замужем за генералом от инфантерии Ф. Е. Мейендорфом.
- Павел Павлович (1859—1905), генерал-майор, градоначальник Одессы и Москвы.
- Пётр Павлович (1861—1862)
- Фёкла Павловна (1863—1939), замужем за генерал-лейтенантом Г. Э. Штакельбергом.
- Мария Павловна (1865—1951), фрейлина, замужем за бароном К. К. Кноррингом.